# 許武勇
許武勇（1920年—2016年），台灣畫家，主業為醫師，曾赴美國留學。自14歲開始接觸油畫，創作直至95歲。其作品受東、西不同文化的激盪，塑造出畫家個人獨特的風格，創作元素以風景、仙女、鄉土、老街、農舍等為創作主題，作品風格融合立體派、野獸派、象徵主義、結構主義、超現實主義和浪漫主義，是台灣近代獨具一格的畫家之一。
畫家席德進曾評：「許武勇的是已幻想的，詩意的，象徵的手法，來傳達他內在精神的存在。畫面洋溢著羅曼蒂克的氣氛。」

## 生平[1]

### 童年
許武勇出生於台南貿易商家庭，從小環境富裕，父親年輕於日本、南洋、歐洲發展。許武勇從小外貌討喜，深受長輩寵愛，外婆常帶他去戲院看歌仔戲，求學時即展現繪畫天分和過人的聰慧。

### 求學階段
國小畢業後至臺灣總督府臺北高等學校，受鹽月桃甫啟發，「不要用手畫，要用頭腦畫」，後續許武勇對鹽月桃甫有諸多研究。畢業後至東京帝大讀醫學，因為學制和高校師長的叮嚀，選擇醫學而非藝術。許武勇對於恩師鹽月桃甫頗有研究。他認為石川欽一郎的教學法是學院派教條式，鹽月桃甫則是自由派，在來台之前，鹽月畫作具有浪漫頹廢派的日本情緒。來台後畫了許多原住民，也喜愛收藏原住民物品，許武勇也曾臨摹老師作品致敬。

### 執業階段
先於日本神戶執業，回台後因為學歷高於台南在地的所有院長或資深醫生，成為就業絆腳石。後來由韓石泉醫生介紹前往阿里山林場診療所。後擔任成功大學校醫，但因為常去圖書館遭關切。後轉於路竹鄉公所，服務一年後，考取國外公共衛生專業，報考動機不全然是為了學醫，而是為了在出國不易的情況下多接觸西方藝術。在美期間，經常和妻子參觀藝術展，是夏卡爾迷。也是首位在美國個展的台灣畫家。
許武勇於阿里山執業時期，曾在臺南往阿里山上班途中目睹陳復志（1911-1947）身亡，他的許多親戚朋友也於白色恐怖時期喪命。1951年的畫作〈離別〉以隱喻手法悼念，直到1993年臺北市南畫廊舉辦二二八畫展時，才首次以題目真實的原意展示。解嚴後，許武勇也創作了許多跟二二八事件、白色恐怖相關的題材。

### 北上執業生活
返台後，許武勇北上開設診所，投資房地產及股票，並購買240坪土地開闢花園住宅。常邀畫友作客。如蒲添生、劉啟祥、林玉山...。畫家席德進也是其病患。因罹癌退休，更積極創作。曾購淡水800坪土地，和建商合蓋大樓，並親自設計建物，預備籌措羅曼美術館。2016年高齡辭世，遺作100幅捐贈臺南市美術館，477件借藏。

## 繪畫風格[3]

### 1949～1953 - 從日返台時期
初返台階段畫家開始嘗試自我探索的階段，除了融合在日本求學期間的經驗，也開始受西方畫家的影響，如：夏卡爾和魯東。此階段作品偏向描繪美好的憧憬與美麗事物，而非刻畫現實的人生百態，其繪畫技巧已相當紮實，但仍在揣摩適合自己風格的畫風。

### 1954～1968 - 立體派
自小對數理幾何的喜愛讓許武勇在高校時期起便自己嘗試立體派的分割法，在他早期畫作中即可見局部性的分割手法，但1954年起約略15年間，他更深入研究立體派的觀念與技巧，並嘗試出一系列結合不同風格的立體派畫作，是畫家立體派風格的黃金時期。從此時期的畫作也可看出畫家的立體派風格，是偏向以切割法將物件解構後再將其重組的「分析型立體派」。
1968年後，畫家在畫作中僅留下畫面上分割的處理，而不見強烈抽象的立體風格。許武勇對曾表示自己想用立體派的方式來表達羅曼蒂克的情緒，但發現以理性的幾何圖形構圖的立體派風格，難以表現感性的情緒，反而束縛了內心自由的表現。

### 1969～1991 - 羅曼主義
許武勇開始嘗試在立體派風格下改變的可能，例如野獸派的筆觸或超現實的組合，這類風格都出現在這個時期的畫風。最終，畫家認知到要完全擺脫過去的風格不切實際，重要的是如何從這些風格中截取自己所需。許武勇提出「羅曼主義」作為自己畫作風格的代表，認為在畫作中表現出「羅曼蒂克」想法才能表現自己的繪畫理想。 所謂「羅曼蒂克」其實就是畫家對人生美好理想、憧憬的刻畫，例如旅遊的回憶、宗教情懷、美好幻想或是東方文化精神等等。

### 1991～2015 - 晚年時期
1987年退休後，也許是年齡漸長，又經歷癌症手術，許武勇在畫作上關於鄉土風情的創作量增加，其中多在刻畫童年和故鄉的回憶及鄉土民俗。 此外，也有不少畫家年老對生命感慨的畫作。他的鄉土風格不同於七零年代寫實的鄉土風格，而是融合了幾種慣用符號拼貼組織而成。

## 作品
*〈十字路〉1943　油彩．畫布  72.5 x 91 cm
*〈離別〉　1951　油彩．畫布  72.5 x 91 cm
*〈時報廣場〉1957 油彩．畫布 91 × 72.5 cm　　
*〈農村夕陽〉1963 油彩．畫布 89.8 x 72.5 c
*〈回想〉1968  油彩．畫布 91 × 72.5 cm
*〈樂園〉1973 油彩．畫布 72.5 x 91 cm
*〈山伯英台(1)〉1974 油彩．畫布 91 × 72.5 cm
*〈原住民少女〉1987 油彩．畫布 91 × 72.5 cm
*〈淡水之回憶〉1993 油彩．畫布 91 × 72.5 cm
*〈白色恐怖〉1998 油彩．畫布 72.5 x 91 cm
*〈死不瞑目〉1996 油彩．畫布 91 × 72.5 cm
*〈離別(2)〉2000 油彩．畫布 91 × 72.5 cm
*〈台南市花園町〉2000 油彩．畫布 72.5 x 91 cm
*〈臺北高校時之自畫像〉2003油彩．畫布 91 × 72.5 cm
*〈四維路之庭園畫廊宅邸〉2011油彩．畫布 91 × 72.5 cm

## 個展
| 年份         | 展覽                                                          |
| ------------ | ------------------------------------------------------------- |
| 1953年       | 於 Lucien Labaudt Art Gallery 畫廊舉行個展・San Francisco, CA |
| 1953年       | 於柏克萊－華美協維社舉行個展・Berkeley, CA                    |
| 1975～1983年 | 每年於畫家自宅中展出個人作品・台北                            |
| 1987年       | 「仙女」・永漢文化會場・台北                                  |
| 1992年       | 「台灣立體派先驅」・南畫廊・台北                              |
| 1995年       | 「從立體派到夢幻少女」・南畫廊・台北                          |
| 2000年       | 「家園80繪」・南畫廊・台北                                    |
| 2006年       | 「許武勇回顧展」・臺北市立美術館・台北                        |
| 2013~2016年  | 於畫家自己的「許武勇美術館」(已停業) 展出一生的作品・台北     |
| 2020年       | 仁者行藝－許武勇百歲紀念展 ・臺南市美術館・台南               |

## 聯展(部分)、獲獎
| 年份        | 展覽                                                                       |
| ----------- | -------------------------------------------------------------------------- |
| 1943年      | 作品「十字路」入選第十三回日本獨立美展於東京上野美術館展出                 |
| 1948~1973年 | 連續26年參加臺灣全省美術展                                                 |
| 1949年      | 作品「石楠花」獲第四屆全省美展特選第三名                                   |
| 1950年      | 作品「夜曲」獲第五屆全省美展特選第三名                                     |
| 1951年      | 作品「離別」獲臺陽獎                                                       |
| 1955年      | 作品「農村(2)」獲第十屆全省美術展覽會得第三次特選及最高榮譽獎              |
| 1955~1956年 | 第二、三屆紀元美展                                                         |
| 1962年      | 美國新聞處主辦『當代中國西畫展』                                           |
| 1971年      | 第6屆中華民國全國美術展覽會(全國美展)，出品「幻想」                        |
| 1973年      | 歷史博物館主辦『中華民國現代藝術展』，出品「輪舞」赴法國巴黎展出           |
| 1974年      | 第7屆全國美展，出品「春天山水」                                            |
| 1976年      | 美國新聞處舉辦『中國藝術家旅美回顧展』，出品「淨園」                       |
| 1981年      | 亞細亞現代美術展（Asia Modern Art Exhibition）出品「Thames河畔」於東京展出 |
| 1982年      | 行政院主辦『年代美展』，出品「十字路」、「山伯英台」、「農村夕陽」等作     |
| 1983年      | 亞細亞現代美術展出品「壁」於東京展出                                       |
| 1984年      | 臺北市立美術館開館，出品「Ajanta公主」                                     |
| 1985年      | 中華民國行政院主辦《台灣地區美術發展回顧展》，出品「沉思」                 |
| 1985年      | 臺灣全省美展四十週年回顧展，出品「仙女與花」                               |
| 1985年      | 中日美術展（由日本春陽會會員及臺陽會會員聯合展覽)                          |
| 1988年      | 中華民國現代美術展於哥斯大黎加(Costa Rica)國立美術館展出                   |
| 1988年      | 省立(今國立)臺灣美術館開館，出品「晨之窗邊」                               |
| 1989年      | 第12屆全國美展，出品「雪梨市」                                             |
| 1992年      | 全省美展，出品「廈門鼓浪嶼」                                               |
| 1992年      | 第13屆全國美展，出品「天壇」                                               |
| 1993年      | 中正紀念堂藝廊開幕紀念展，出品「大戰後海底」                               |
| 1995年      | 第14屆全國美展，出品「卡德麗亞」                                           |
| 1996年      | 全省美展，出品「歸途」                                                     |
| 1997年      | 全省美展，出品「台東小野柳」                                               |
| 1999年      | 第15屆全國美展，出品「聖米歇爾山」                                         |
| 1999年      | 第四屆二二八紀念美展，出品「加緊走來，阿母抵這兒」                         |
| 2002年      | 第16屆全國美展，出品「台南市關帝廟前」                                     |
| 2002年      | 第六屆二二八紀念美展，出品「恐怖時代之母親」                               |

## 典藏單位
●國立臺灣美術館
●臺北市立美術館
●高雄市立美術館
●臺南市美術館
●順天美術館
●順益台灣原住民博物館

## 引用
1. ↑  陳, 長華. . 國立臺灣美術館. 2018.
2. ↑  . 想想論壇.   [2022-06-21]. （原始内容存档于2021-08-03） （中文（繁體））.
3. ↑  . www.wuyunghsu.com.   [2022-06-21]. （原始内容存档于2022-06-21）.
4. ↑  . gpi.culture.tw.   [2022-06-21] （中文（繁體））.
5. ↑  . www.tnam.museum.   [2022-06-21]. （原始内容存档于2021-07-25） （中文（臺灣））.
6. ↑  . www.president.gov.tw.   [2022-06-21]. （原始内容存档于2022-06-21） （中文（臺灣））.
7. ↑  . www.nan.com.tw.   [2022-06-21].
8. ↑  . www.facebook.com.   [2022-06-21]. （原始内容存档于2022-06-21）.